# Сент Пит Бич (Флорида)
Сент Пит Бич (енгл. St. Pete Beach) град је у америчкој савезној држави Флорида. По попису становништва из 2010. у њему је живело 9.346 становника.

## Демографија
Према попису становништва из 2010. у граду је живело 9.346 становника, што је 583 (5,9%) становника мање него 2000. године.
| Група             | 2000.         | 2010.         |
| Белци             | 9.487 (95,5%) | 8.643 (92,5%) |
| Афроамериканци    | 66 (0,7%)     | 67 (0,7%)     |
| Азијати           | 55 (0,6%)     | 106 (1,1%)    |
| Хиспаноамериканци | 249 (2,5%)    | 412 (4,4%)    |
| Укупно            | 9.929         | 9.346         |